# Keeway Hurricane
Il Keeway Hurricane (chiamato anche Keeway Easy) è uno scooter prodotto dalla casa motociclistica cinese Keeway (facente parte del Qianjiang Group) dal 2004.

## Descrizione
Lo scooter monta un motore monocilindrico orizzontale di derivazione Minarelli a due tempi dalla cilindrata di 49 cm³ e raffreddato ad aria, che spinge lo scooter fino ad una velocità massima di 45 km/h. Oltre ai cavalletti principali e laterali, l'Hurricane è dotato di un vano portaoggetti nello scudo anteriore e un portapacchi.
In seguito è stata introdotta anche una motorizzazione della medesima cubatura, ma a 4 tempi.